# Trådstjärtad manakin
Trådstjärtad manakin(Pipra filicauda) är en fågel i familjen manakiner inom ordningen tättingar.

## Utseende och läte
Trådstjärtad manakin är en spektakulär manakin med mycket långa stjärttrådar och genomträngande ögon. Hanen är bjärt gul från ansiktet till undersidan och röd från hjässan till manteln, i övrigt svart. Honan är matt olivgrön med gul ton på haka och bröst och med kortare trådar på stjärten. 

## Utbredning och systematik
Trådstjärtad manakin delas in i två underarter:
- Pipra filicauda subpallida – förekommer i tropiska östra Colombia och nordvästra Venezuela
- Pipra filicauda filicauda – förekommer från östra Ecuador till nordöstra Peru, södra Venezuela och västra Amazonas i Brasilien

## Levnadssätt
Trådstjärtad manakin hittas i fuktiga skogar, inklusive galleriskog och igenväxt ungskog. Den ses vanligen nära rinnande vattendrag.

## Status
Arten har ett stort utbredningsområde och beståndet anses stabilt. Internationella naturvårdsunionen IUCN listar den därför som livskraftig (LC).